# Talsperre Jesenice
Die Talsperre Jesenice (tschechisch Vodní nádrž Jesenice) befindet sich östlich der Stadt Cheb (Eger) in Tschechien. Sie staut die Wondreb.
Der Bau der Talsperre erfolgte zwischen 1957 und 1961. Im Zuge der Flutung wurde das Dorf Jesenice (Jesenitz) aufgegeben und am Ufer der Talsperre entstand östlich des alten Standortes eine neue Ansiedlung. Auch Dřenice (Treunitz) versank bis auf die Kirche und einige Häuser im Stausee.
Der 20,47 m hohe Damm liegt auf dem Gebiet der Gemeinde Okrouhlá (Scheibenreuth). Die Dammkrone hat eine Länge von 753,1 m und ist 11 m breit. Die Talsperre dient vorrangig als Brauchwasserreservoir und zu Erholungszwecken. Die Wasserwerke Skalka (Stein) und Jesenice bilden ein gemeinsames Wasserwirtschaftssystem.
Daneben wird die Talsperre durch zwei Kleinkraftwerke zur Stromerzeugung genutzt.
Die Kleinsterzeugungsanlage Malá vodní elektrárna I (MVE I) Jesenice mit einer Sigmaturbine Typ DE 450 - S befindet sich im unteren Ablass des Dammes. Das Kleinkraftwerk MVE II Jesenice im Fundament des Turmes besteht aus vier Turbinen gleicher Bauart. Die Gesamtleistung von MVE I und II beträgt 300 kW.
Die Talsperre fasst 52,75 Mio. m³ Wasser, ihr Stausee hat eine Fläche von 760 ha und erstreckt sich über 12 km bis Nový Hrozňatov (Neukinsberg). Südlich des Stausees liegt die Wallfahrtskapelle Maria Loreto in Starý Hrozňatov (Altkinsberg). Zwischen Velká Všeboř (Groß Schöba) und Malá Všeboř (Klein Schöba) überquert die Bahnstrecke Plzeň–Cheb den Stausee.